# برنارد ريتشارد
برنارد ريتشارد هو عامل اجتماعي ومحامي وسياسي كندي، ولد في 11 أبريل 1951 في تورونتو في كندا. حزبياً، نشط في الجمعية الليبرالية لنيو برونزويك ‏. وقد انتخب عضو الجمعية التشريعية لنيو برونزويك ‏.